# Zbigniew Stuchly
Zbigniew Stuchly (ur. 5 maja 1907 we Lwowie, zm. 7 sierpnia 2005 we Wrocławiu) – polski biolog i wojskowy; profesor.

## Życiorys
Brat majora doktora Stanisława Stuchłego (właśc. Stuchly), dyrektora szpitala w Nowym Sączu. Zięć lwowskiego poety i tłumacza, Kazimierza Nałęcz-Rychłowskiego. Jego żoną (ślub w 1938) była Irena-Nałęcz Rychłowska (29 września 1913 – 5 lipca 2005), publicystka i dziennikarka Polskiego Radia Lwów. Miał z nią cztery córki.
Ukończył Szkołę im. Kordeckiego, a następnie IX Państwowe Gimnazjum im. Jana Kochanowskiego we Lwowie.
Absolwent Szkoły Podchorążych Rezerwy w Łobzowie. Porucznik rezerwy piechoty (nominacja 31 października 1938). Harcerz II, a następnie I Lwowskiej Drużyny Harcerzy, gdzie objął referat prasowy. Jako harcerz – ochotnik, był uczestnikiem obrony Lwowa w trakcie wojny polsko-ukraińskiej oraz wojny polsko-bolszewickiej. Założyciel i członek Polskiej Korporacji Akademickiej Cresovia Leopoliensis. Studiował medycynę, a ostatecznie w 1937 ukończył biologię na Wydziale Matematyczno-Przyrodniczym Uniwersytetu Jana Kazimierza we Lwowie. W latach 1927–1944 asystent (początkowo wolontariusz) Zakładu Biologii Ogólnej Uniwersytetu Jana Kazimierza we Lwowie. Nauczyciel w gimnazjum Salezjanów. Kierownik działu produkcji szczepionki przeciwko tyfusowi Instytutu Rudolfa Weigla we Lwowie. Wiktor Weigl: „Miał jednak Ojciec kilku asystentów, bez których nie mógł się obejść. Zbigniew Stuchly, którego jak mi się wydaje, Ojciec typował jako swojego następcę na katedrze – do którego miał olbrzymie zaufanie – nie tylko w sprawach naukowych. Cenił go za jego podejście do spraw nauki, ale i za jego postawę moralną, zasady życiowe. Miał dla niego dużo szacunku, liczył się z jego zdaniem i mam wrażenie, że jego jedynego odrobinę się bał” („Wspomnienia o moim Ojcu”). W latach 1943-1944 nauczyciel na tajnych kompletach. Jako jeden z pracowników Instytutu dostarczał potajemnie szczepionkę do getta lwowskiego. Za jego pośrednictwem, tak długo, jak to było możliwe, Rudolf Weigl utrzymywał kontakt z uwięzionym tam swoim pracownikiem, lekarzem internistą, Adamem Finkelem. W latach 1945–1946 nauczyciel w Szkole Powszechnej im. Królowej Jadwigi w Nowym Sączu.
W latach 1946–1949 adiunkt w Zakładzie Biologii Ogólnej Uniwersytetu Marii Curie-Skłodowskiej w Lublinie. 1949–1950 — adiunkt w Katedrze Zoologii Ogólnej Uniwersytetu i Politechniki we Wrocławiu. Organizator i długoletni kierownik Katedry i Zakładu Biologii Ogólnej wrocławskiej Akademii Medycznej, której pracownikiem był od roku 1950. 1968-1977 – docent mianowany. Członek utworzonego w 1953 r. Towarzystwa Parazytologicznego, Towarzystwa Zoologicznego, a także Towarzystwa Historii Medycyny.
W 1977 odszedł na emeryturę, ale cały czas był aktywny naukowo. Brał udział w odczytach naukowych, spotkaniach weiglowców, lwowian i drużyny starszoharcerskiej. Na początku lat 90. z jego udziałem nakręcono filmy dokumentalne: "Czwartego lipca o świcie, we Lwowie", "Być we Lwowie". Jako naoczny świadek (mieszkał w pobliżu Bursy Abrahamowiczów, dokąd oprawcy zwozili aresztowanych profesorów), zdał najbliższego ranka, m.in. prof. Weiglowi, relację z mordu dokonanego 4 lipca 1941 przez hitlerowców: Einsatzkommando do zadań specjalnych pod dowództwem Eberhardta Schöngartha na 25 polskich naukowcach i kilkunastu członkach ich rodzin (zob. Mord profesorów lwowskich).
Zmarł 7 sierpnia 2005 we Wrocławiu i został pochowany na Cmentarzu Grabiszyńskim.

## Odznaczenia
- Odznaka „Za wzorową pracę w służbie zdrowia”
- Medal 10-lecia Polski Ludowej
- Złoty Krzyż Zasługi
- Medal za Długoletnie Pożycie Małżeńskie wspólnie z żoną Ireną (ślub w 1938)
- Brązowy Medal "Za Zasługi dla Obronności Kraju"
- Medal „Academia Medica Wratislaviensis”